# Bobby Jaspar Quintet
Bobby Jaspar Quintet è un album discografico del sassofonista e clarinettista jazz belga Bobby Jaspar, pubblicato (in Francia) dall'etichetta discografica Columbia Records nel 1957.

## Tracce
Lato A
1. Wee Dot – 6:21 (J.J. Johnson) – Registrato il 14 novembre 1956 a New York
2. I Won't Dance – 3:52 (Irving Berlin) – Registrato il 14 novembre 1956 a New York
3. In a Little Provincial Town – 3:33 (Bobby Jaspar) – Registrato il 20 novembre 1956 a New York
4. They Look Alike – 5:29 (Manny Albam) – Registrato il 20 novembre 1956 a New York

Durata totale: 19:15
Lato B
1. Clarinescapade – 3:05 (Bobby Jaspar) – Registrato il 12 novembre 1956 a New York
2. How Deep Is the Ocean – 4:16 (Irving Berlin) – Registrato il 12 novembre 1956 a New York
3. What's New – 3:42 (Bob Haggart, Johnny Burke) – Registrato il 12 novembre 1956 a New York
4. Tutti Flutti – 2:42 (Bobby Jaspar) – Registrato il 12 novembre 1956 a New York
5. Spring Is Here – 3:34 (Richard Rodgers, Lorenz Hart) – Registrato il 12 novembre 1956 a New York
6. I Remember You – 4:48 (Johnny Mercer, Victor Schertzinger) – Registrato il 14 novembre 1956 a New York

Durata totale: 22:07

## Musicisti
Wee Dot / I Won't Dance / Clarinescapade / How Deep Is the Ocean / What's New / Tutti Flutti / Spring Is Here / I Remember You
- Bobby Jaspar - sassofono tenore, clarinetto
- Tommy Flanagan - pianoforte
- Nabil Totah - contrabbasso
- Elvin Jones - batteria

In a Little Provincial Town / They Look Alike
- Bobby Jaspar - sassofono tenore, clarinetto
- Barry Galbraith - chitarra
- Eddie Costa - pianoforte
- Milt Hinton - contrabbasso
- Osie Johnson - batteria[1]